# تاكاهيرو ميزوشيما
تاكاهيرو ميزوشيما (水島大宙 ميزوشيما تاكاهيرو) هو مؤدي أصوات ياباني ولد في 14 يونيو 1976 في فوجيساوا, كاناغاوا.

## أدواره في الأنمي

### مسلسلات أنمي تلفزيونية
- روميو x جولييت - روميو
- عروس سيتو - ناغاسومي ميتشيشيو
- كود غياس: لولوش المتمرد R2 - رولو لامبروج
- سايونارا زِتسبو سينسيه - جون كودو
- زوكو سايونارا زِتسبو سينسيه - جون كودو
- زان سايونارا زِتسبو سينسيه - جون كودو
- واغايا نو أويناري ساما - نوبورو تاكاغامي
- تنجن توبا جورين لاجان - تيتسوكان، جينبلي
- سكرابد برنسس - كريستوفر أرمالايت
- دي جرايمان - بوب
- جاينت كيلينغ - دايسكي تسوباكي
- نبضات الملاك! - تاكاماتسو
- أكاديمية أوكالت - فومياكي أوتشيدا
- أبطال الكرة - هشام
- غوسيك - قاطع الحطب
- فتاة الأمواج و فتى الشباب - ناكاجيما
- حفيد نوراريهيون: عاصمة العفاريت - أميزو
- غيلتي كراون - ياهيرو ساموكاوا
- بيرسونا 4 ذي أنيميشن - عامل محطة الوقود
- بيرسونا 4 ذا غولدن أنيميشن - عامل محطة الوقود
- الملعقة الفضية - شينإيه أوكاوا
- سورد آرت أونلاين - ثينكر
- تنمية عشيقة مبتذلة - ناوتو
- حارسة ندى الصباح - تاداهيرو أماتسو
- فصل الاغتيال - كوتارو تاكيباياشي
- فصل الاغتيال SECOND SEASON - كوتارو تاكيباياشي
- البلدة في غيابي - جون شيراتوري
- كونكريت ريفولوتيو: فنتازيا الخوارق THE LAST SONG - كازوؤو واكامورا
- شارلوت - جوجيرو تاكاجو
- كوكورو كونكت - تايتشي يايغاشي

### أنمي الإنترنت
- هيتاليا Axis Powers - فنلندا
- نينجا سلاير فروم أنيميشن - سكاتر

### أفلام أنمي
- تنجن توبا جورين لاجان: فصل جورين - تيتسوكان
- تنجن توبا جورين لاجان: فصل لاجان - تيتسوكان
- هيتاليا: الشاشة الفضية Paint it, White - فنلندا

## أدواره في ألعاب الفيديو
- تيلز أوف هارتس - آميث فون
- تيلز أوف غريسز - هيوبرت أوزويل
- فيت/إكسترا - سيبر
- فيت/إكستيلا: ذي أمبرال ستار - غاواين

## وصلات خارجية
- تاكاهيرو ميزوشيما على موقع IMDb (الإنجليزية)
- تاكاهيرو ميزوشيما على موقع ألو سيني (الفرنسية)
- تاكاهيرو ميزوشيما على موقع ميوزك برينز (الإنجليزية)
- تاكاهيرو ميزوشيما على موقع ديسكوغز (الإنجليزية)
- تاكاهيرو ميزوشيما على موقع قاعدة بيانات الفيلم (الإنجليزية)
- تاكاهيرو ميزوشيما على موقع كينوبويسك (الروسية)
- تاكاهيرو ميزوشيما على موقع ANN person (الإنجليزية)